# A6 (Kasachstan)
Die A6 ist eine Fernstraße in Kasachstan, im Südosten des Landes. Die Straße führt von Koklek durch Kegen an die Grenze zu Kirgisistan und ist 115 Kilometer lang.

## Straßenbeschreibung
Die A6 beginnt bei Koklek an der A2 und A5 und führt südostwärts nach Kegen, von dort weiter nach Süden an die Grenze zu Kirgisistan. Dies ist einer der wenigen tiefliegenden Gebieten im Tian-Shan-Gebirge. Die Grenze zu Kirgistan verläuft auf etwa 2000 m Höhe über dem Meeresspiegel. Die Straße ist zweitrangiger Natur, weil sie nicht durch viele Orte führt, aber sie ist eine der wenigen Verbindungen zwischen Kasachstan und Kirgisistan. Die Route verläuft in Kirgisistan weiter nach Tyup.

## Geschichte
Die A6 wurde im Jahr 2011 umnummeriert und ersetzt die A351 zwischen Koklek und Kegen und der A362 zwischen Kegen und der Grenze zu Kirgisistan. Auf der Seite von Kirgisistan führt sie als A362 weiter.

## Großstädte an der Autobahn
- Koklek
- Kegen